# Saint-Étienne-de-Mer-Morte

Saint-Étienne-de-Mer-Morte este o comună în departamentul Loire-Atlantique, Franța. În 2009 avea o populație de 1,413 de locuitori.